# Guiétsou
Guiétsou est un village du Gabon, situé dans le département de Mougalaba, dont il est la préfecture,,,, avec 509 habitants.

## Démographie
En 2013, le village compte 509 habitants, dont 256 hommes et 253 femmes.